# Rêver
(Mylène Farmer in Rêver)
Rêver è il quinto singolo del album Anamorphosée della cantautrice francese Mylène Farmer pubblicato il 16 novembre 1996. Questo anticiperà l'uscita del suo Live à Bercy dove sarà contenuto in versione live.
Ad oggi Rêver una delle canzoni più popolari e conosciute di Mylène Farmer per il suo testo inno alla pace e alla tolleranza. 
Molte sono state le cover della canzone e la più famosa è sicuramente la versione de Les enfoirés del 2002, cantata da artisti come Alizée, Marc Lavoine, Zazie ecc.
Da notare che insieme a Désenchantée e Sans contrefaçon è la traccia è una delle più riprese nei concerti della rossa (queste 3 tracce sono state portate sul palco in quattro delle cinque tournée della Farmer).

## Versioni ufficiali
1. Rêver (Album Version) (5:21)
2. Rêver (Single Version) (4:42)
3. Rêver (The Stripped Dream Remix) (5:17)
4. Rêver (Live 96) (8:26)
5. Rêver (Live 00) (5:54)
6. Rêver (Live 06) (7:42)
7. Rêver (Live 09) (5:23)

## Lista di artisti che hanno cantato una cover del brano
- Gregorian (2001)
- Les Enfoirés (2002)
- Nolwenn Leroy (2003)
- Myke (2010)
- Vincent Léoty (2011)
- Natasha St-Pier (2012)
- Laurène (2013)